# 4524-es mellékút (Magyarország)
A 4524-es számú mellékút egy bő tíz kilométer hosszú, négy számjegyű mellékút Csongrád-Csanád vármegye területén; Dóc települést köti össze Balástyával, illetve a térséget feltáró egyik legfontosabb útvonallal, az 5-ös főúttal. Érdekessége, hogy kezdőpontjánál nem csatlakozik közúthoz, eléggé szokatlan módon.

## Nyomvonala
Dóc központjában indul a kilométer-számozása, kezdeti szakasza nyugat-északnyugati irányban indul, Petőfi Sándor utca néven, majd 400 méter után nyugatabbi irányba fordul és az Arany János utca nevet veszi fel. 600 méter után már külterületen halad, 2,5 kilométer után pedig keresztezi a Csongrád-Szeged közti 4519-es utat, annak 35+300-as kilométerszelvénye táján. Ötödik kilométerét elhagyva lép Balástya területére, ott egy kicsit délebbi irányt vesz. Utolsó 300 méteres szakaszán ér ismét belterületek közé Balástya délkeleti szélén, ahol a Honvéd utca nevet viseli. Az 5-ös főútba beletorkollva ér véget, annak 147+200-as kilométerszelvénye táján; egyenes folytatása az 5422-es út, Forráskút felé.
Teljes hossza, az országos közutak térképes nyilvántartását szolgáló kira.gov.hu adatbázisa szerint 10,189 kilométer.

## Települések az út mentén
- Dóc
- Balástya